# متالدهید
متالدهید (به انگلیسی: Metaldehyde) با فرمول شیمیایی C۸H۱۶O۴ یک ترکیب شیمیایی است؛ که جرم مولی آن ۱۷۶٫۲۱۲ g/mol می‌باشد.